# 毛腿夜鹰
毛腿夜鹰（学名：Lyncornis macrotis）又名毛腿耳夜鹰，为夜鹰科毛腿夜鹰亚科的鸟类，分布于孟加拉国、柬埔寨、中国、印度、印度尼西亚、老挝、马来西亚、缅甸、菲律宾、泰国和越南。该物种的模式产地在菲律宾。

## 亚种
毛腿夜鹰包括以下亚种
- (Hume, 1875)
- 毛腿夜鹰云南亚种（学名：Lyncornis macrotis cerviniceps）。在中国大陆，分布于云南等地。该物种的模式产地在泰国。[4]
- (Junge, 1936)
- (Bonaparte, 1850)
- 毛腿夜鹰指名亚种（学名：Lyncornis macrotis macrotis）。(Vigors, 1831)